# SSX
Per a altres significats, vegeu SSX (desambiguació).
Aquest article tracta sobre el videojoc. Per a informació de la saga general, vegeu SSX (saga de videojocs).
SSX (Snowboard Supercross) és el primer videojoc de la saga de videojocs de snowboarding, SSX, publicada per EA Sports BIG. Va ser desenvolupat per EA Canada i llançat amb el llançament de la PlayStation 2 l'octubre del 2000.
El videojoc va rebre una molt bona crítica des del Regne Unit com el millor videojoc en el llançament de la PS2 per la bona jugabilitat i els gràfics.
Actualment té una qualificació del 100% a Rotten Tomatoes.

## Jugabilitat
Els jugadors podran triar alguns personatges, cadascun amb les seves habilitats i estadístiques i estil de snowboard. Es selecciona una pista i el jugador ha de triar dues opcions: solament baixar-la en forma de cursa i l'altra opció és baixar-la fent salts.
Cada pista hi ha rampes, rails, salts i altres objectes. Amb alguns salts el jugador guanya una mena d'impuls per a ser impulsat en un curt espai de temps que pot ser usat per augmentar momentàniament l'acceleració. Mentre que hi ha salts de l'Snowboarding que es fan en la vida real, molts d'aquests salts són irreals i enganyen les lleis de la física. Els jugadors també tenen l'opció de practicar o explorar pistes en el mode "freeride".

## Personatges i les seves nacionalitats
El videojugador pot triar entre 8 personatges, 4 desbloquejats al moment de jugar. Aquests són:
- Mac Fraser (americà)
- Moby Jones (britànic)
- Elise Riggs (canadenc)
- Kaori Nishidake (japonès)
- Jurgen Angermann (alemany)
- JP Arsenault (francès)
- Zoe Payne (americà)
- Hiro Karamatsu (japonès)

D'aquests personatges, només en Jurgen i Hiro no estan en la continuació d'aquest videojoc, és a dir, a SSX Tricky.

## La crítica
PSM2 (Regne Unit) 94/100
Video Gamers First 9,6/10,0
Gamespy 94/100